# گوودمنهم
گوودمنهم (به انگلیسی: Goodmanham) یک روستا و محله مدنی در بریتانیا است که در East Riding of Yorkshire واقع شده‌است. گوودمنهم ۲۴۴ نفر جمعیت دارد.